# Sylvia hortensis
La bigia grossa (Sylvia hortensis, Gmelin 1789) è un uccello facente parte della famiglia dei Sylviidae.

## Sistematica
La bigia grossa non ha sottospecie, è monotipica.

## Aspetti morfologici
Ha dimensioni di un passero, con becco sottile, ali di media lunghezza e coda ad apice tronco, può essere confusa con la
comune Capinera (leggermente più piccola e di forme più esili).
Il maschio è grigio con parti inferiori e lati della coda bianchi, capo nero su cui spiccano gli occhi biancastri; la femmina presenta una livrea simile, ma meno contrastata.

## Distribuzione e habitat
La bigia grossa è diffusa nelle regioni europee che si affacciano sul Mediterraneo e nelle regioni dell'Africa del nord. Nidifica in ambienti molto variati, con un mosaico di alberi sparsi, cespuglieti, alte siepi e coltivi; caratteristica di molti siti rurali mediterranei, raggiunge con popolazioni isolate e composte da pochissimi individui: le vallate alpine più calde e assolate, quali la Valle d'Aosta e il Vallese.

## Biologia

### Cibo ed alimentazione
La bigia grossa si nutre di piccoli insetti.

### Riproduzione

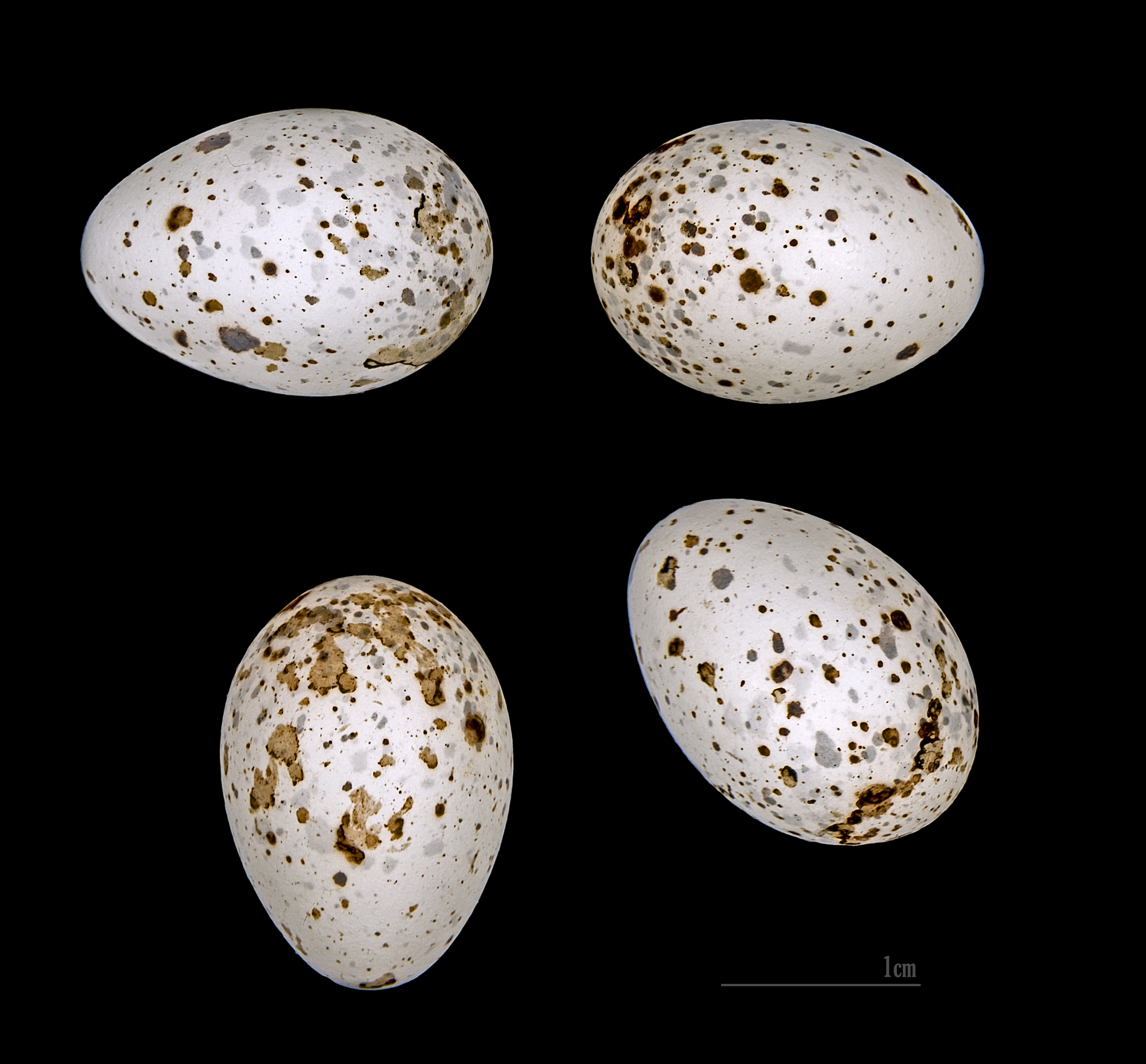
Sylvia hortensis

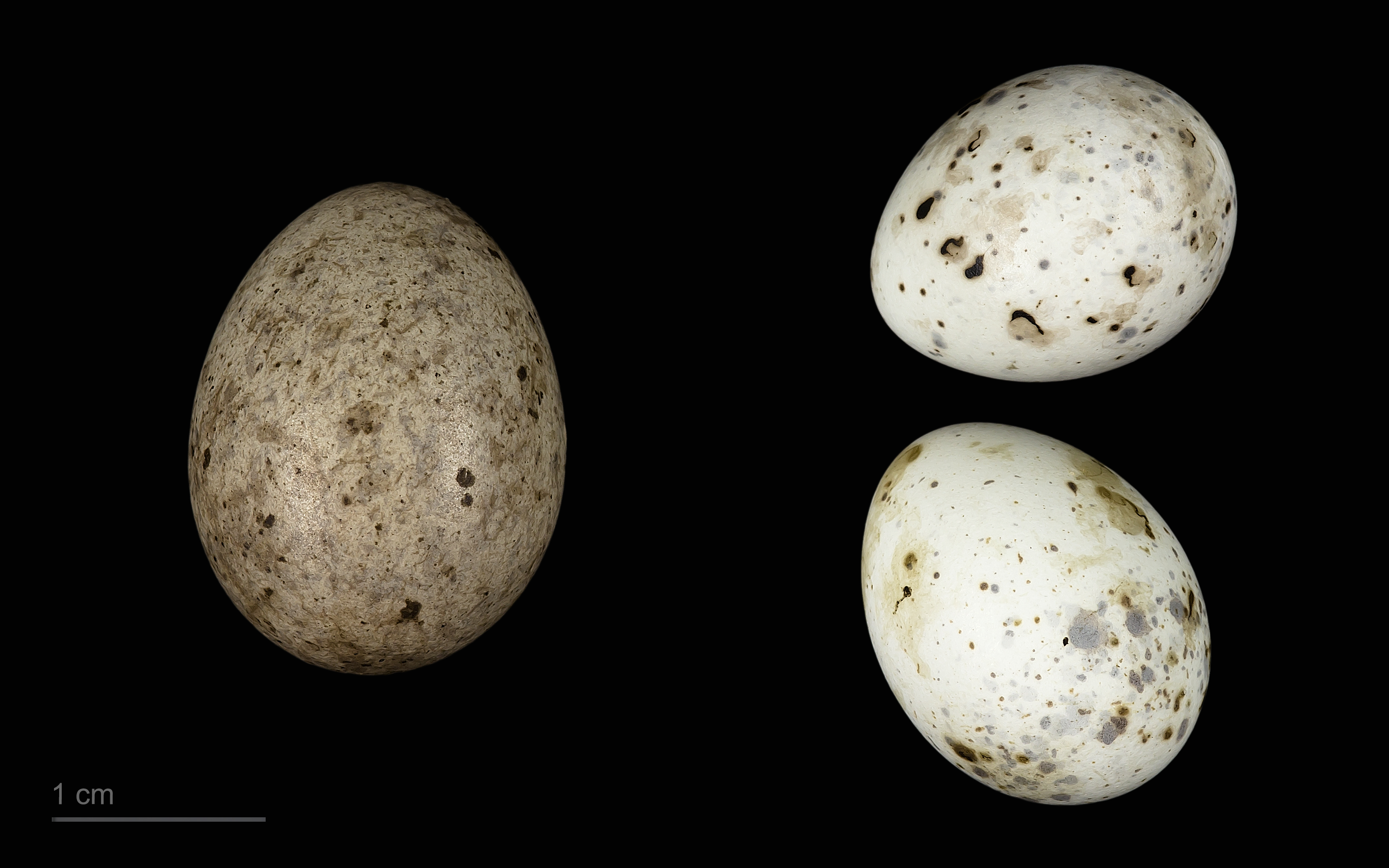
Uovo di Cuculus canorus bangsi in un nido di Sylvia hortensis Museo di Tolosa

Nidifica dalla primavera, fino ad estate inoltrata.